# Tápióság, Pesta
Tápióság  este un sat în districtul Nagykáta, județul Pesta, Ungaria, având o populație de 2.704 locuitori (2011). 

## Demografie
Componența etnică a satului Tápióság
     Maghiari (97,03%)
     Romi (2,02%)
     Necunoscut (0,34%)
     Alții (0,6%)
Componența confesională a satului Tápióság
     Romano-catolici (54,33%)
     Fără religie (9,76%)
     Reformați (6,14%)
     Necunoscută (28,03%)
     Alte religii (3,37%)
Conform recensământului din 2011, satul Tápióság avea 2.704 locuitori. Din punct de vedere etnic, majoritatea locuitorilor (97,03%) erau maghiari, cu o minoritate de romi (2,02%). Apartenența etnică nu este cunoscută în cazul a 0,34% din locuitori.  Din punct de vedere confesional, majoritatea locuitorilor (54,33%) erau romano-catolici, existând și minorități de persoane fără religie (9,76%) și reformați (6,14%). Pentru 28,03% din locuitori nu este cunoscută apartenența confesională.